# جون مكمولين
جون مكمولين (بالإنجليزية: John McMullen) هو مهندس معماري ومهندس أمريكي، ولد في 10 مايو 1918 في جيرسي سيتي في الولايات المتحدة، وتوفي في 16 سبتمبر 2005 في مونتكلير ‏ في الولايات المتحدة.